# ديف وليمز (لاعب كرة قدم أمريكية)
ديف وليمز هو لاعب كرة قدم أمريكية أمريكي، ولد في 10 أغسطس 1945 في سيدار رابيدز في الولايات المتحدة.

## وصلات خارجية
- ديف وليمز على موقع مرجع كرة القدم المحترفة.كوم (الإنجليزية)